# Regione di Sunshine Coast
La regione di Sunshine Coast è una Local Government Area che si trova nel Queensland. Essa si estende su una superficie di 3.124,5 chilometri quadrati e ha una popolazione di 306.909 abitanti. La sede del consiglio si trova a Nambour.